# Сюткент (городище)
Городище Сюткент (каз. Сүткент қалашығы) — городище, расположенное в 2 км к западу от села Сюткент Шардаринского района Туркестанской области Казахстана. Входит в список памятников истории и культуры местного значения Туркестанской области.

## История
Сюткент неоднократно упоминался в письменных источниках X—XV веков. Так, арабский географ и путешественник Ибн Хаукаль (X век) писал, что в городе «есть мечеть и в нём собираются тюрки из (разных) племён», а анонимный персоязычный автор «Худуд аль-алам» сообщал, что «Сюткент место изобилующее благами и расположенное на берегу реки, его население воинственно». Аналогичные сведения содержатся в трудах других авторов.
В 1900 году городище было обследовано Н. В. Рудневым, в 1949 году — Южно-Казахстанской археологической экспедицией (Александр Бернштам). Тогда было заложено 2 стратиграфических раскопа, позволивших вскрыть части хозяйственно-бытовых сооружений на цитадели с внутренней части города и получить керамический материал.

## Описание
Городище представляет собой площадку высотой 2—2,5 м, закруглённую с западной, южной, восточной сторон, и лишь в северо-западной части граница прямая. По краю всей линии площадки следы вала высотой более 1 м, шириной 4—6 м, м остатками более 30 башен. С внешней стороны городище окружено рвом (глубина 1—1,5 м, диаметр 8—10 м). В восточной части сохранились остатки водоёма, вход в юго-восточной части. Размер площадки с севера на юг 750 м, с запада на восток 850 м. В северо-западной части площадки сохранились следы цитадели в виде бугра четырёхугольной формы, высотой 7—8 м и длиной сторон 150×150 м. По верхней внешней стороне цитадели — остатки вала и оборонительных башен по углам и между ними. Основание цитадели отделено от города рвом, вход в цитадель в северо-западной части.
К востоку от городища, примыкая к нему — остатки многочисленных предместий, контуры и границы которых сейчас уже сложно установить. Следы подобного этому предместья находятся и в северной части, напротив цитадели.
Керамический материал разнообразен, в основном фрагменты крупных и средних сосудов типа хумов, корчаг, столиков-дастарханов, кувшинов, горшков. Встречены фрагменты сфероконусов, керамические пряслица, остатки круглого жернова от ручной мельницы и другие изделия из керамики и камня. Керамика в основном сделана на гончарном круге, в декоре прослежены потёки ангоба, прочерченные горизонтальные волнистые линии, следы штампа и др.